# Villa Luther
Villa Luther (estniska: Lutheri Villa) är ett bostadshus i distriktet Kesklinn i  Tallinn i Estland. 
Byggnaden ritades av Sankt Petersburgarkitekterna Nikolaj Vassiljev och Alexej Bubyr för familjen Luther, som ägde det 1880 grundade fanér-, plywood- och möbelföretaget A.M. Luther. Den uppfördes 1910 vid Pärnuvägen i Tallinn i anslutning till företagets fabriksområde. På fabriksområdet fanns också brandstation, vattentorn, arbetarbostäder och gemenskapslokalerna i A.M. Luthers folkets hus.
Efter att ha varit direktörsbostad för Christian Wilhelm Luther ett tjugotal år, hyrdes huset på 1930-talet till den italienska ambassaden. Byggnaden nationaliserades 1940 och inreddes till en barnklinik. Interiören förstördes av bombningar 1944 och efter andra världskriget utnyttjades huset som flerbostadshus för att sedan åter bli barnklinik 1956. På 1970-talet restaurerades huset för att bli kontor för Tallinns registratur, som bland annat har hand om äktenskapsregistrering.
Byggnaden är sedan 1997 ett byggnadsminne.